# Касуами
Касуа́ми, также касоа́ми (индон. kasuami, kasoami) — блюдо индонезийской кухни, традиционный кулинарный специалитет Юго-Восточного Сулавеси.
Представляет собой варёное изделие из маниоковой муки, имеющее характерную коническую форму. Может служить самостоятельным кушаньем, однако чаще подаётся в качестве гарнира к различным блюдам.

## Происхождение и распространение
Касуами представляет собой традиционный способ приготовления клубня маниока, который исторически является важнейшей сельскохозяйственной культурой на территориях, входящих в состав современной индонезийской провинции Юго-Восточный Сулавеси. Приготовление этого блюда активно практикуется во многих местностях провинции, однако наиболее значительную роль — сопоставимую с той, которую в питании большинства народов Юго-Восточной Азии играет варёный рис — оно играет в рационе обитателей её южной части: островов Бутунг, Муна и архипелага Тукангбеси, которые в основном принадлежат к этнической общности бутонцев. Это объясняется, прежде всего тем, что в силу особенности почв на этих островных территориях производство риса получило минимальное распространение, и маниок до настоящего времени там представляет собой основной углеводный продукт питания.
Кроме того, дополнительным фактором популярности касуами в южной части провинции является устойчивость этого кушанья к длительному хранению, в т. ч. в походных условиях: обычно оно остается пригодным в пищу по меньшей мере в течение двух недель после приготовления. Это весьма повышает его востребованность для местных жителей, значительную часть которых составляют рыбаки и моряки, нуждающиеся в продовольственных запасах для регулярных многодневных плаваний. В результате касуами прочно утвердился в качестве главного гастрономического специалитета Бутунга, Муны и Тукангбеси, стал их настоящим кулинарным символом.

## Приготовление и разновидности
Исходным сырьём для касуами служит истёртая в муку мякоть маниоковых клубней. В отличие от тапиоки — другого важного продукта из маниока, который готовится путём замачивания измельчённых клубней в воде — такая мука, наоборот, изготовляется из максимально сухого маниока, и уже после измельчения подвергается отжиманию от остатков влаги и длительной дополнительной просушке.
С кулинарной точки зрения касуами представляет собой исключительно простое блюдо. Из маниоковой муки замешивается тесто, в которое иногда добавляются кокосовая стружка и зёрна стручковой фасоли. Тесто плотно набивается в специальную коническую корзинку, плетённую из пальмовых или пандановых листьев. Заполненная корзинка отверстием кверху помещается в кастрюлю с подсоленной водой и проваривается в течение 15—20 минут. По завершении варки содержимое корзинки извлекается и являет собой готовое касуами.
В готовом виде касуами представляет собой коническую пирамидку, поверхность которой часто сохраняет узор из пересекающихся линий, приданный ей стенками корзинки. Иногда поверхность касуами разглаживается с помощью скалки или стеклянной бутылки — с тем, чтобы придать маниоковой пирамидке более плотную консистенцию и обеспечить её более длительную сохранность. В абсолютном большинстве случаев — когда для приготовления этого кушанья используется обычная тапиоковая мука — оно имеет белый или светло-кремовый цвет. Однако помимо классического, простого касуами, существуют две достаточно редкие разновидности этого блюда, называемые, соответственно, «чёрным» и «масляным» касуами. Для чёрного используется мука, изготовленная из тапиока, который подвергается длительной сушке на солнце, в результате чего заметно темнеет. Приготовленная из такой муки пирамидка имеет чёрный или тёмно-коричневый цвет. В другом случае к тесту, замешиваемому из обычной, белой маниоковой муки, добавляется пальмовое масло, а иногда и измельчённый жареный лук. Такой касуами обычно имеет желтоватый оттенок, маслянистый вкус и аромат.
Внешне и по технологии приготовления касуами похоже на другое блюдо индонезийской кухни, пользующееся большой популярностью на Яве, Бали и Мадуре — тумпенг, который, однако, готовится не из маниока, а из риса. В силу этого касуами иногда называют «сулавесийским тумпенгом» или «маниоковым тумпенгом».
Высота и диаметр основания касуами обычно не превышают 20—25 сантиметров, а масса — 500—600 граммов. Однако для праздничных или массовых трапез могут готовиться и значительно более крупные маниоковые пирамиды. Так, в декабре 2018 года в ходе гастрономического фестиваля, проводившегося Индонезийской ассоциацией шеф-поваров (индон. Perkumpulan Chef Profesional Indonesia) в Кендари — административном центре провинции Юго-Восточный Сулавеси, был приготовлен касуами высотой 2,5 метра с диаметром основания 180 сантиметров и весом около тонны. Примечательно, что местными СМИ изготовление этого гигантского кушанья было объявлено «мировым рекордом производства касуами».

## Подача и употребление
Касуами является, прежде всего, блюдом домашней кухни, однако нередко готовится и в заведениях общественного питания. Едят его как в горячем виде, непосредственно после приготовления, так и остывшим. В зависимости от размера пирамидок, на одной тарелке могут подаваться один или несколько касуами.
Касуами может служить самостоятельным блюдом, но обычно оно выполняет роль гарнира к самым разнообразным кушаньям — подобно той, которую в трапезах жителей большинства других районов Индонезии выполняет варёный рис. В силу того, что ключевым животным продуктом в рационе населения Юго-Восточного Сулавеси является рыба, чаще всего касуами сочетается за столом с рыбными блюдами. Классическим кулинарным «сетом» во многих районах провинции считается подача касуами с жареной рыбой, супом на основе рыбного бульона и традиционным местным острым соусом чоло-чоло, который готовится на основе перца чили с различными добавками.
Иногда касуами включается в меню рейсов индонезийской государственной авиакомпании Garuda Indonesia, соединяющих города Юго-Восточного Сулавеси с другими районами страны.